# Momčilo Đokić
Momčilo Đokić (ur. 27 lutego 1911 w Smederevie, zm. 21 kwietnia 1983 w Bela Crkva) – jugosłowiański piłkarz i trener, reprezentant kraju.

## Kariera klubowa
Đokić w wieku 10 lat dołączył do juniorskich zespołów SK Jugoslavija Belgrad. Od 1928 występował w pierwszym zespole Jugoslaviji. Największym sukcesem w jej barwach było zdobycie Pucharu Jugosławii w sezonie 1935/36. Przez 12 lat gry w Jugoslaviji wystąpił w 272 spotkaniach. W 1940 zakończył karierę piłkarską. 

## Kariera reprezentacyjna
Đokić po raz pierwszy w reprezentacji Jugosławii wystąpił 13 kwietnia w wygranym 6:1 spotkaniu z Bułgarią. 
W 1930 został powołany przez trenera Boško Simonovicia na Mistrzostwa Świata w Urugwaju. Jego reprezentacja zajęła na turnieju 4. miejsce, a on sam zagrał w trzech spotkaniach z Brazylią, Boliwią i późniejszym mistrzem świata Urugwajem. 
Po raz ostatni w reprezentacji zagrał 13 grudnia 1936 w przegranym 0:1 spotkaniu z Francją. Łącznie w latach 1930–1936 wystąpił w 13 spotkaniach kadry Jugosławii.
| Mecze i gole w reprezentacji | Mecze i gole w reprezentacji | Mecze i gole w reprezentacji | Mecze i gole w reprezentacji | Mecze i gole w reprezentacji | Mecze i gole w reprezentacji | Mecze i gole w reprezentacji |
| #                            | Data                         | Miasto                       | Przeciwnik                   | Gol                          | Wynik                        | Rozgrywki                    |
| ---------------------------- | ---------------------------- | ---------------------------- | ---------------------------- | ---------------------------- | ---------------------------- | ---------------------------- |
| 1.                           | 13.04.1930                   | Belgrad                      | Bułgaria                     |                              | 6:1                          | towarzyski                   |
| 2.                           | 04.05.1930                   | Belgrad                      | Rumunia                      |                              | 2:1                          | Puchar Króla Aleksandra I    |
| 3.                           | 14.07.1930                   | Montevideo                   | Brazylia                     |                              | 2:1                          | MŚ 1930                      |
| 4.                           | 17.07.1930                   | Montevideo                   | Boliwia                      |                              | 4:0                          | MŚ 1930                      |
| 5.                           | 27.07.1930                   | Montevideo                   | Urugwaj                      |                              | 1:6                          | MŚ 1930                      |
| 6.                           | 03.08.1930                   | Buenos Aires                 | Argentyna                    |                              | 1:3                          | towarzyski                   |
| 7.                           | 15.03.1931                   | Belgrad                      | Grecja                       |                              | 4:1                          | Balkan Cup                   |
| 8.                           | 19.04.1931                   | Belgrad                      | Bułgaria                     |                              | 1:0                          | Balkan Cup                   |
| 9.                           | 21.05.1931                   | Belgrad                      | Węgry                        |                              | 3:2                          | towarzyski                   |
| 10.                          | 28.06.1931                   | Zagrzeb                      | Rumunia                      | Gol                          | 2:4                          | Balkan Cup                   |
| 11.                          | 10.09.1933                   | Warszawa                     | Polska                       |                              | 3:4                          | towarzyski                   |
| 12.                          | 02.09.1934                   | Praga                        | Czechosłowacja               |                              | 1:3                          | towarzyski                   |
| 13.                          | 13.12.1936                   | Paryż                        | Francja                      |                              | 0:1                          | towarzyski                   |

## Kariera trenerska
Podczas swojej pracy szkoleniowej prowadził zespoły Radnički Nisz, FK Bor oraz Timok Zaječar. 

## Sukcesy
SK Jugoslavija
- Puchar Jugosławii: 1935/36